# Géologie de la Guyane

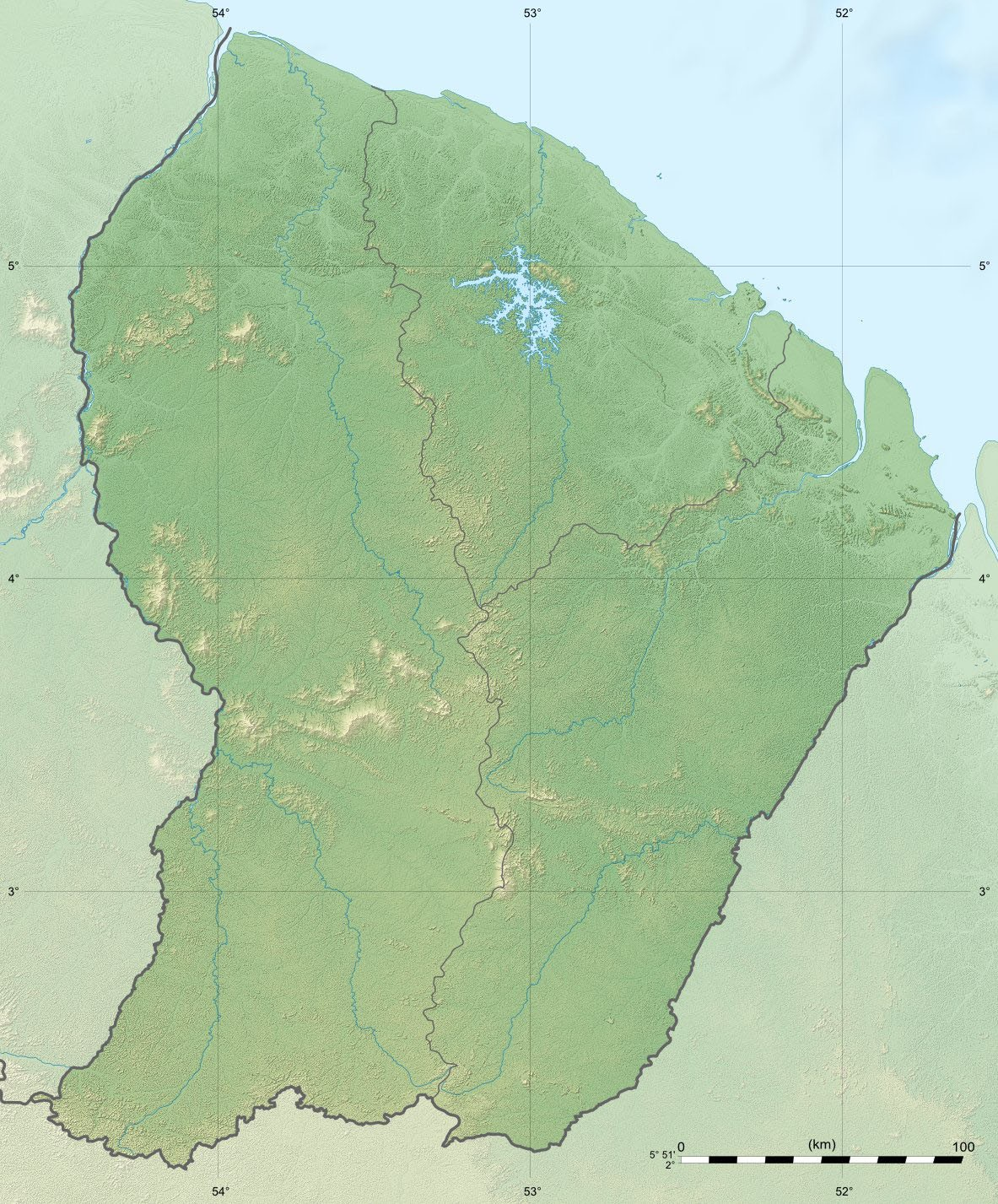
Carte de la Guyane avec relief

La Guyane appartient au bouclier guyanais, un massif s'étendant au nord de l'Amazonie, entre la cordillère des Andes et l'Atlantique, constitué de roches du Précambrien mises en place entre 2,7 et 3,5 milliards d'années. Le bouclier est constitué de plusieurs unités géologiques : la pénéplaine sud, le synclinorium d'Inini, les massifs granitiques centraux et le synclinorium nord. La pénéplaine sud est formée d'un ensemble de granito-gneiss constitué de métagabbros, de métagranodiorites et de métagranites datant de 2 075 ± 7 Ma provenant d'un magma d'origine mantellique métamorphisé. Au nord, la pénéplaine sud chevauche le synclinorium d'Inini principalement constitué de la série de Paramaca qui correspond à des séries de micaschistes, de paragneiss alumineux et de quartzites noires dont l'épaisseur totale est d'environ 1 km. Les massifs granitiques centraux sont constitués de plutons de granites, de granodiorites et de diorites quartziques datant d'entre 2,05 et 2,15 milliards d'années. Le nord de la Guyane est correspond à un synclinorium composé de la série de Paramaca sur laquelle reposent en discordance des grès et des conglomérats fluviatiles,. Les roches du bouclier en Guyane sont toutes datées d'entre 1,6 et 2,5 milliards d'années.
Les terrains du Quaternaire sont situés dans la partie nord de la Guyane, à proximité de la côte, directement posés en discordance sur les terrains paléozoïques. Les plaines côtières sont constituées de couches peu épaisses (entre 8 et 15 m dans la plaine ancienne) d'argile marine, de sable et de galets. Les terrains les plus récents contiennent de la matière organique comme des tourbes ou des coquilles. Les alluvions fluviatiles d'origine continentale sont principalement situées dans le cours inférieur des fleuves, il s'agit principalement de produits sableux. Elles proviennent de l'érosion du socle précambrien du bouclier guyanais.